# 大東町 (静岡県)
大東町（だいとうちょう、英語: Daitō Town）は、日本にかつて存在した町である。静岡県小笠郡に属した。

## 概要
1973年（昭和48年）4月1日に静岡県小笠郡にて大浜町と城東村が合併し、大東町が設置された。平成の大合併にともない、2005年（平成17年）4月1日に従来の掛川市や小笠郡大須賀町と合併し、新制掛川市が設置された。

## 地理

### 地勢

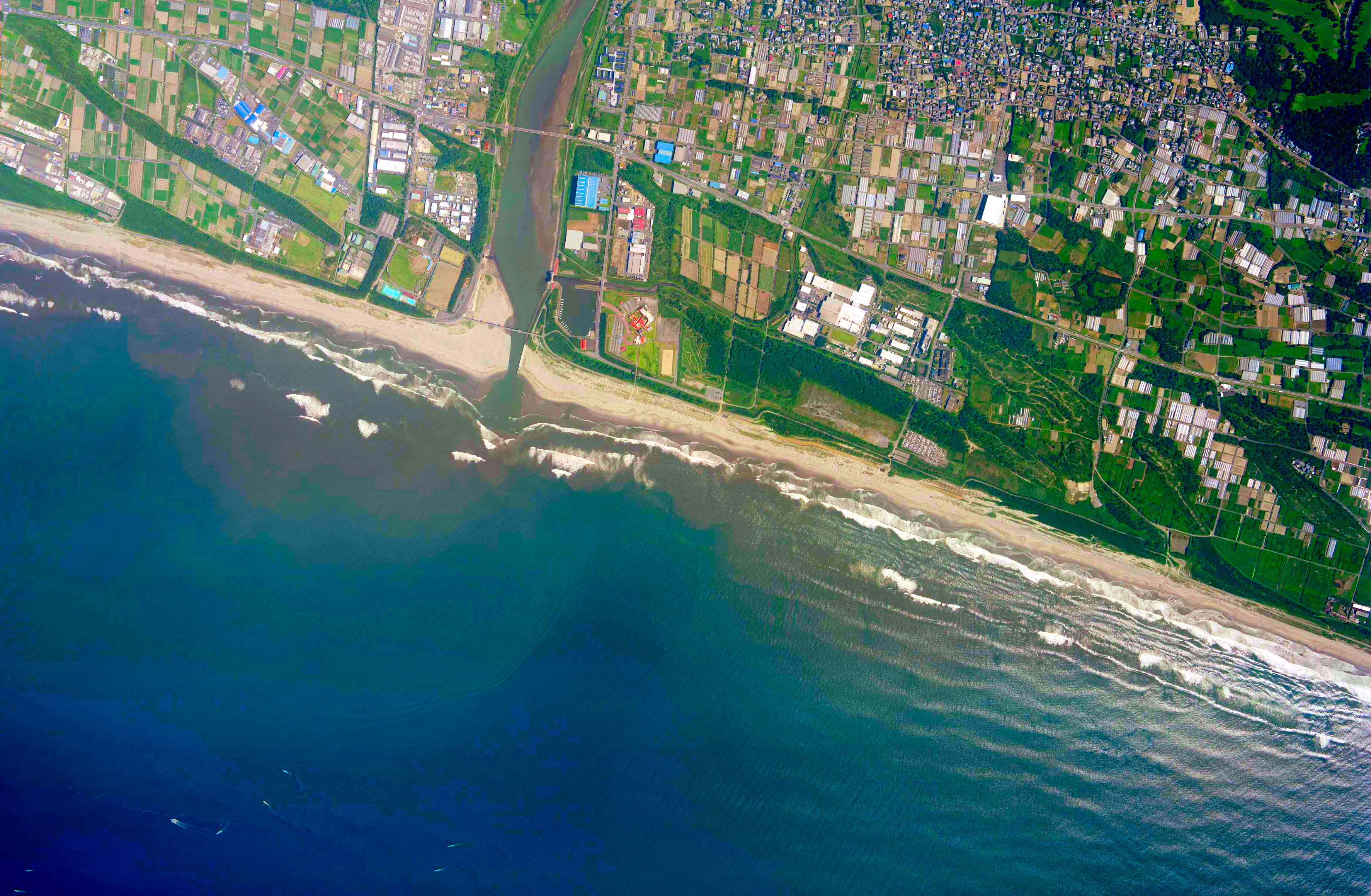
大浜海岸の航空写真（2009年8月4日撮影）

静岡県の西に位置していた。かつての令制国で言えば遠江国の中部にあたる。行政上の区分は静岡県西部地方に組み込まれることが多い。
北に小笠山や佐束山が、西には高天神山が位置している。佐束川、小貫川、下小笠川、牛淵川など、菊川とその支川が北から南に流れている。南は太平洋に臨んでおり、菊川が注いでいる。海岸は国安海岸や千浜海岸など大浜海岸と総称される砂浜となっており、御前崎市の浜岡砂丘などとともに南遠大砂丘の一角を構成している。町域のうち、千浜海岸と国安海岸が「御前崎遠州灘海岸地区」として、大浜公園が「大浜公園地区」として、高天神山が「高天神地区」として、それぞれ御前崎遠州灘県立自然公園としての指定を受け環境が保護されているなど、豊かな自然に恵まれている。また、竹下内閣の「自ら考え自ら行う地域づくり事業」の交付金をもとに温泉を掘削したところ、ナトリウム・塩化物温泉（高張性弱アルカリ性低温泉）の源泉を掘り当てていることから、温泉地としての側面もあった。
全域が現在の掛川市に含まれており、掛川市の南東部にあたる。
- 山：佐束山、小笠山、高天神山
- 河川：佐束川、小貫川、下小笠川、牛淵川、菊川
- 湖沼：貝ヶ沢奥池、貝ヶ沢口池、尾沢池、近江ヶ谷池、小笠池[3]、仏沢池[4]、田ヶ池[5]
- 海浜：大浜海岸、国安海岸、千浜海岸
- 海洋：太平洋、遠州灘

### 隣接していた自治体
- 静岡県
  - 掛川市
  - 菊川市
  - 御前崎市
  - 袋井市
  - 小笠郡
    - 大須賀町

## 歴史

### 沿革
1973年（昭和48年）4月1日、静岡県小笠郡にて大浜町および城東村が合併し、大東町が発足した。町名の「大東」とは「大浜」の「大」と「城東」の「東」とを合わせた合成地名である。2005年（平成17年）4月1日、従来の掛川市や大須賀町と大東町が合併した。なお、掛川市、大東町、大須賀町の合併は新設合併のため、新たに同名の掛川市が設置された。それにともない、大東町は廃止された。

### 年表
- 1973年 - 大浜町、城東村が合併して大東町を新設。
- 1982年 - 町長の大倉重作が死去。
- 1985年 - 胆沢町と姉妹都市提携を締結[6]。
- 1986年 - 大東市（大阪府）、大東町（岩手県東磐井郡）、大東町（島根県大原郡）と大東サミット結成[7]。
- 1992年 - 大東マリーナ落成。
- 1995年 - 潮騒橋竣工。
- 1998年 - 東京女子医科大学大東キャンパス開設。
- 2005年 - 掛川市、大東町、大須賀町が合併して掛川市（新制）を新設。

## 行政

### 歴代町長
| 大東町 町長 | 大東町 町長   | 大東町 町長 | 大東町 町長   | 大東町 町長   |
| 代          | 氏名          | 氏名        | 就任日        | 退任日        |
| ----------- | ------------- | ----------- | ------------- | ------------- |
| 1           |               | 大倉重作    | 1973年4月15日 | 1977年4月14日 |
| 2           | 1977年4月15日 | 大倉重作    | 1981年4月14日 |               |
| 3           | 1981年4月15日 | 大倉重作    | 1982年5月7日  |               |
| 4           |               | 神谷庄平    | 1982年6月13日 | 1986年6月     |
| 5           | 1986年6月     | 神谷庄平    | 1990年6月     |               |
| 6           | 1990年6月     | 神谷庄平    | 1994年6月     |               |
| 7           |               | 杉浦徳雄    | 1994年6月     | 1998年6月     |
| 8           | 1998年6月     | 杉浦徳雄    | 2002年6月     |               |
| 9           |               | 大倉重信    | 2002年6月13日 | 2005年3月31日 |

### 姉妹都市・提携都市

#### 姉妹都市
- 胆沢町（岩手県胆沢郡）[6]

#### 大東サミット
- 大東市（大阪府）[7]
- 大東町（岩手県東磐井郡）[7]
- 大東町（島根県大原郡）[7]

## 経済

### 産業

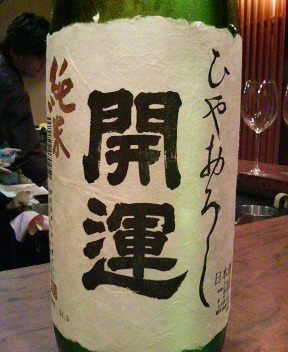
土井酒造場が醸造する「開運」

第一次産業としては農業が盛んであり、茶、米、メロン、苺などが栽培されていた。茶は主産品として重要視されており、大東町立佐束小学校の校章にはチャノキの花と葉があしらわれるほどであった。
第二次産業としては製造業が盛んであった。もともと大東町は第一次産業中心の農村や漁村であったが、初代町長の大倉重作が第二次産業の振興を図り、企業の誘致活動を積極的に展開した。その結果、大東町に35社を誘致することに成功した。大東町の第二次産業は東海工業地域の中でも有数の製品出荷額を占めるまでに成長した。また、土井酒造場、たこ満、山下工業研究所、菊川照明などといった著名な企業の創業の地としても知られている。日本酒の「開運」を醸造する土井酒造場や、ソケットレンチで高いシェアを占める山下工業研究所は、かつての大東町の町域に現在でも本社を設置している。たこ満もかつての大東町の町域に登記簿上の本店を設置している。
菊川照明は1989年に三菱電機照明に社名を変更し、本社所在地も神奈川県鎌倉市に移ったものの、かつての大東町の町域にて現在も工場を操業している。

### 主な企業
- 株式会社大東マリーナ
- 株式会社たこ満
- 株式会社土井酒造場
- 株式会社ミオス
- 株式会社山下工業研究所

## 教育

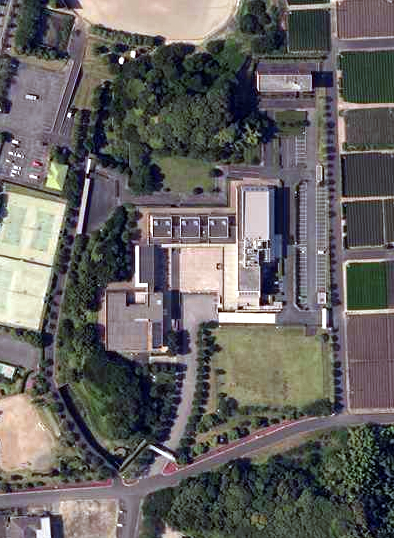
東京女子医科大学大東キャンパスの航空写真（2020年6月16日撮影）

- 大東町立佐束小学校
- 大東町立土方小学校
- 大東町立中小学校
- 大東町立千浜小学校
- 大東町立大坂小学校
- 大東町立城東中学校
- 大東町立大浜中学校
- 東京女子医科大学

## 神社仏閣

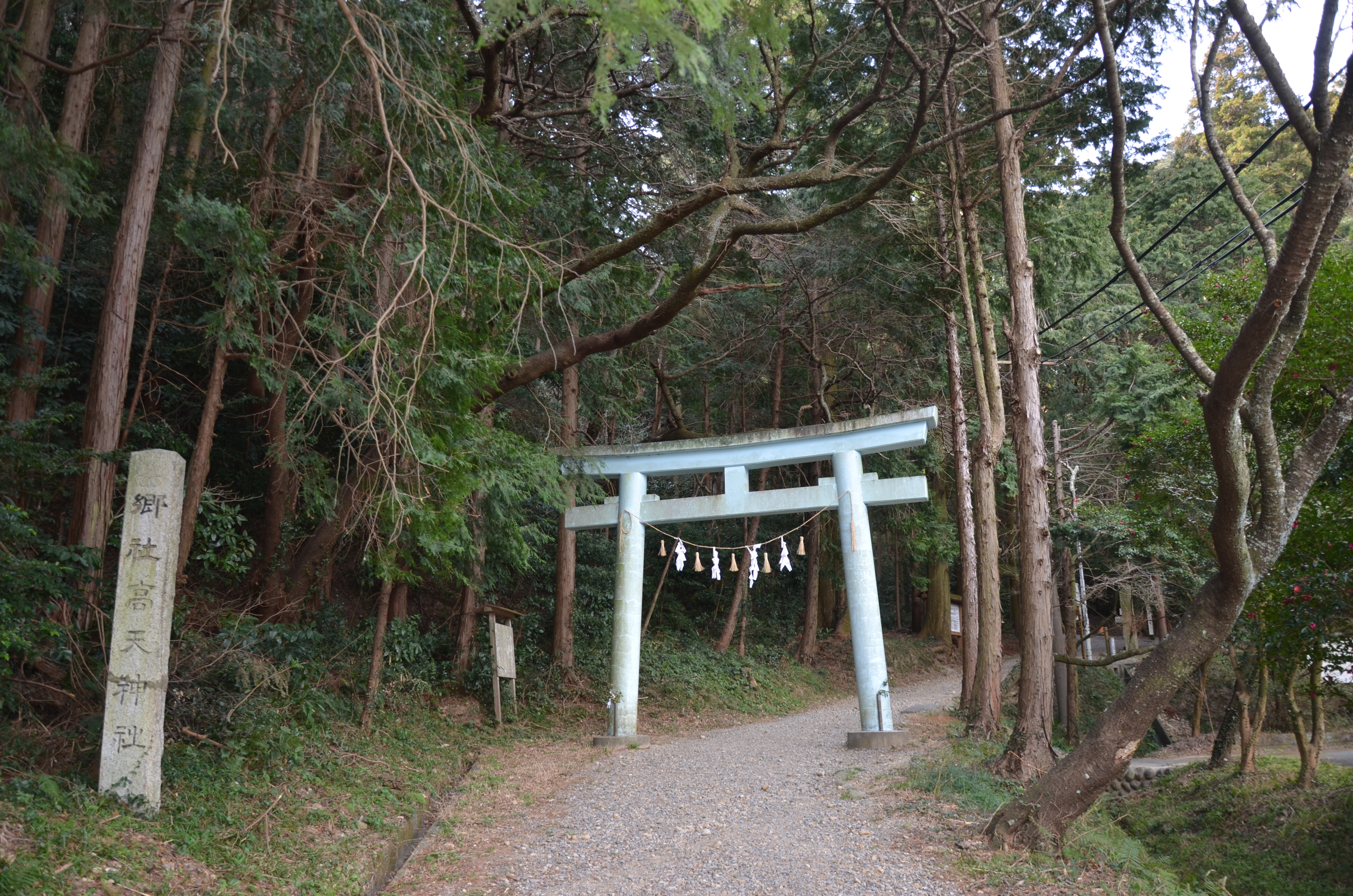
旧大東町に鎮座する高天神社の鳥居（2018年2月下旬撮影）

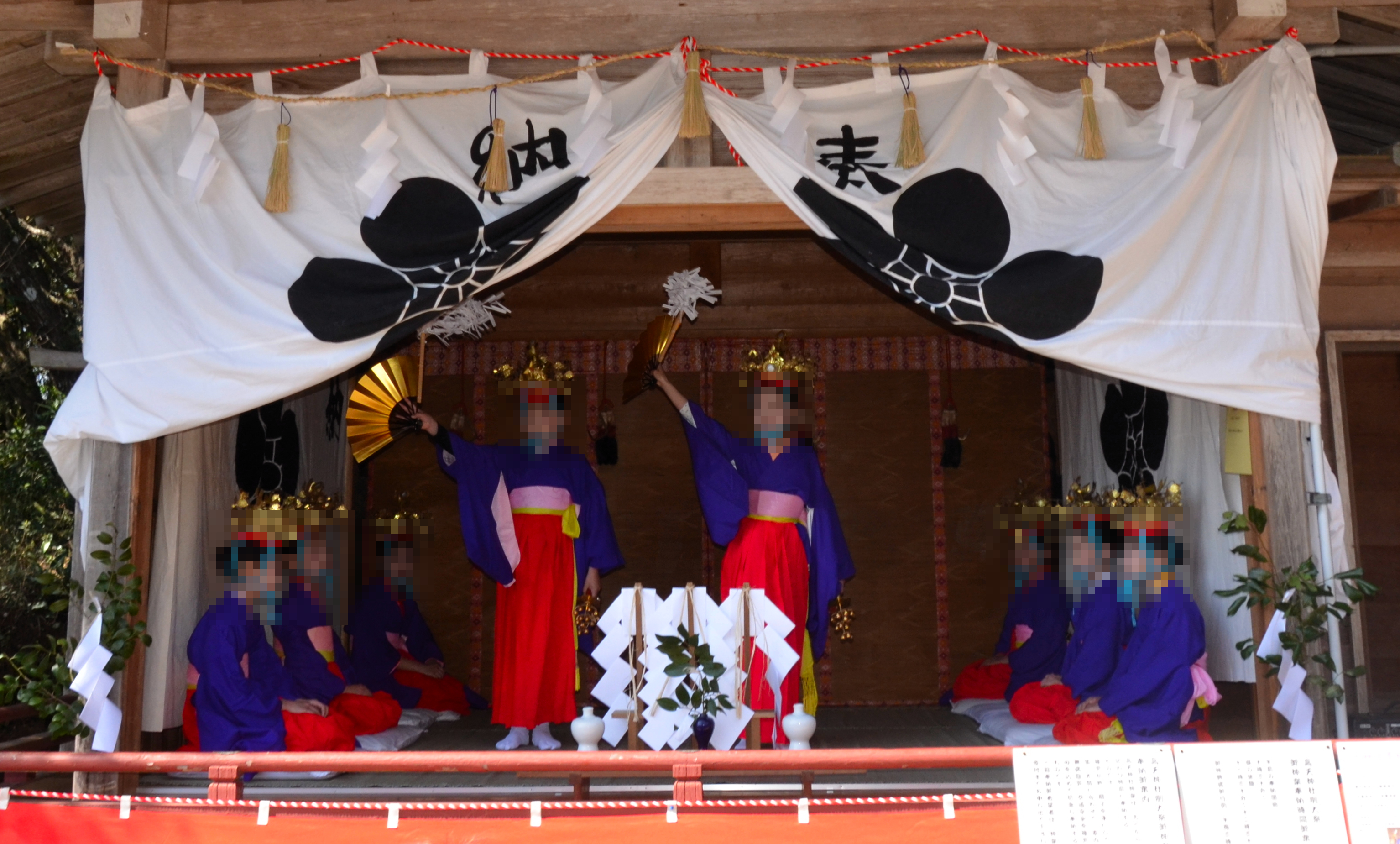
高天神社例大祭の神楽奉納（2018年3月25日撮影）

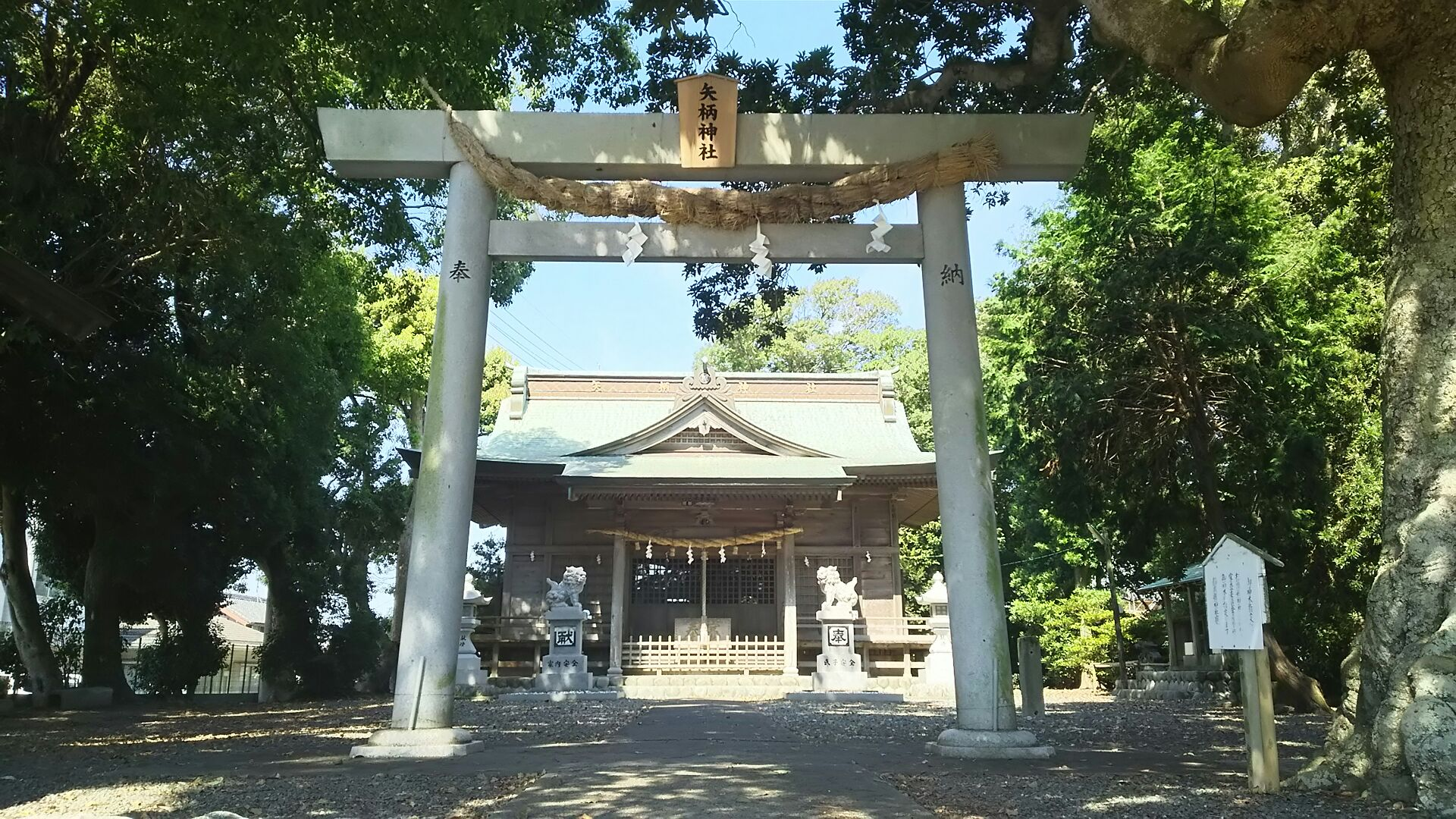
旧大東町に鎮座する矢柄神社の鳥居（2016年7月31日撮影）

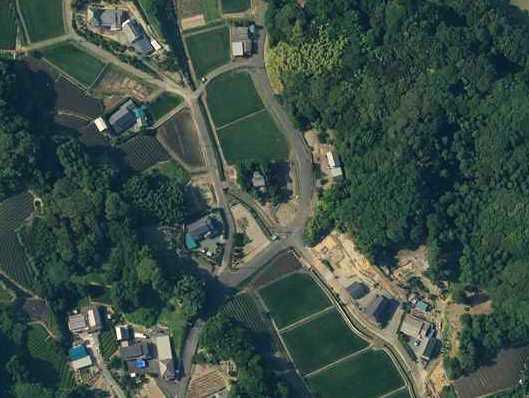
旧大東町に鎮座する比奈多乃神社の航空写真（2020年6月16日撮影）

町内には多数の神社が鎮座しており、人々の信仰を集めていた。かつての郷社としては、高天神社が鎮座していた。高天神社は高天神城を守護する神社として知られている。そのほかにも、かつての郷社として矢柄神社なども鎮座していた。かつての村社としては、春日神社、二宮神社、八幡神社、小笠神社、素我神社、比奈多乃神社、津島神社、小谷神社、八坂神社、八幡神社、神明神社、赤山神社、津島神社、が鎮座していた。かつての無格社としては、白山神社、猿田彦神社、山王神社、などが知られている。なお、小笠神社は1919年（大正8年）に郷社に昇格し、1945年（昭和20年）には県社に昇格した。小笠神社は大須賀町に鎮座する三熊野神社や御前崎市に鎮座する高松神社とともに文武天皇の命により熊野三山から勧請されたため「遠州の熊野三山」と称される。
なお、大東町の中でも旧中村に鎮座する神社のほとんどは、村に満勝寺が創建された後に建てられた。また、高天神城の戦いの直後に創建や再興されたものが多いが、これは戦乱により避難を余儀なくされていた住民が帰村し祭祀を再興したためとみられる。具体的には、1086年に素我神社が創建され、同年（旧暦応徳2年）に天王社が勧請された。1447年には八幡社が、1491年には神明社が、それぞれ創建された。1586年には赤山神社が創建され、1587年には八坂社・八幡社が修築されるとともに、同年には諏訪神社も創建された。1649年には白山神社が創建された。
一方、町内には多数の寺院や堂宇も創建され、人々の信仰を集めていた。貞永寺は、遠江国の安国寺となっている。八相寺、宗禅寺、意正院、弘法堂、浮島堂、地蔵堂、などが知られている。
- 白山神社[10][12]
- 猿田彦神社[10][12]
- 二宮神社[10][11]
- 春日神社[10][11]
- 八幡神社[11]
- 小笠神社[11]
- 小谷神社[11]
- 比奈多乃神社[11]
- 津島神社[11]
- 高天神社[9]
- 山王神社[12]
- 素我神社[11]
- 八坂神社[11]
- 八幡神社[11]
- 神明神社[11]
- 赤山神社[11]
- 津島神社[11]
- 矢柄神社
- 八相寺[10]
- 宗禅寺[10]
- 意正院[10][15]
- 弘法堂[10]
- 浮島堂[10]
- 地蔵堂[10]
- 今瀧寺
- 貞永寺

## 町内の大字
2005年（平成17年）時点での大字は以下の通りである。
- 今滝[16]
- 入山瀬[16]
- 岩滑[16]
- 大坂[16]
- 大坪台[16]
- 小貫[16]
- 海戸[17]
- 上土方[17]
- 上土方落合[17]
- 上土方工業団地[17]
- 上土方旦付新田[17]
- 上土方嶺向[17]
- 川久保[17]
- 菊浜[17]
- 国包[17]
- 国安[17]
- 坂里[18]
- 下土方[18]
- 高瀬[19]
- 千浜[19]
- 中[20]
- 中方[20]
- 西之谷[20]
- 浜川新田[21]
- 浜野[21]
- 浜野新田[21]
- 三俣[22]

## 交通

### 鉄道
鉄道は通っていない。かつては静岡鉄道駿遠線（開業当時は中遠鉄道）が敷設されており、1925年（大正14年）から1967年（昭和42年）8月まで走っていた。千浜駅、西千浜駅、新三俣駅、南大坂駅、谷口駅などが設置されていた。

### 道路

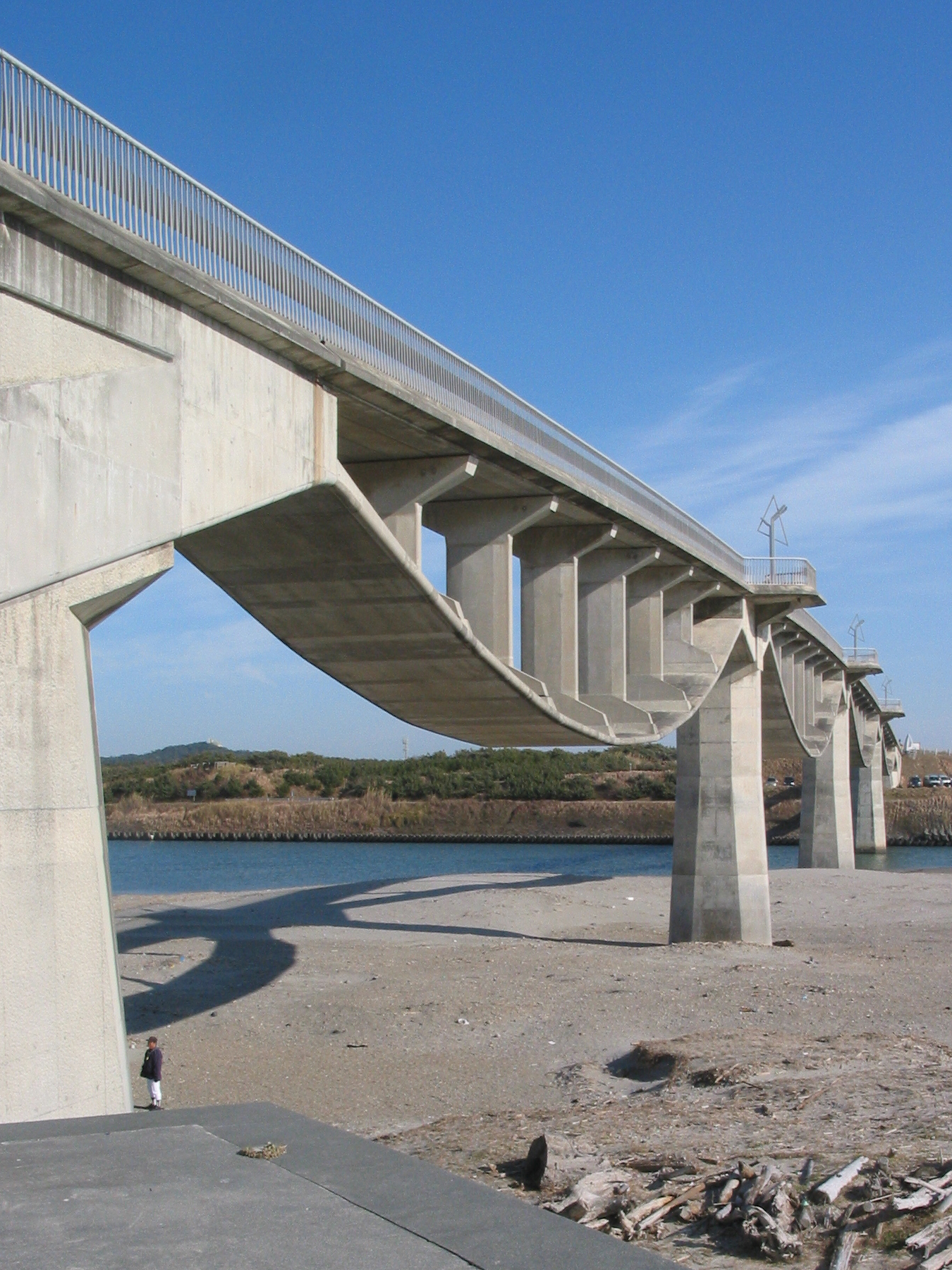
静岡県道376号浜松御前崎自転車道線の潮騒橋（2007年1月13日撮影）

#### 一般国道
- 国道150号

#### 都道府県道
- 静岡県道38号掛川大東線
- 静岡県道69号相良大須賀線
- 静岡県道79号吉田大東線
- 静岡県道244号大東菊川線
- 静岡県道247号中方千浜線
- 静岡県道249号掛川大東大須賀線
- 静岡県道251号袋井小笠線
- 静岡県道372号大東相良線
- 静岡県道376号浜松御前崎自転車道線

## 名所・旧跡・観光スポット・祭事・催事

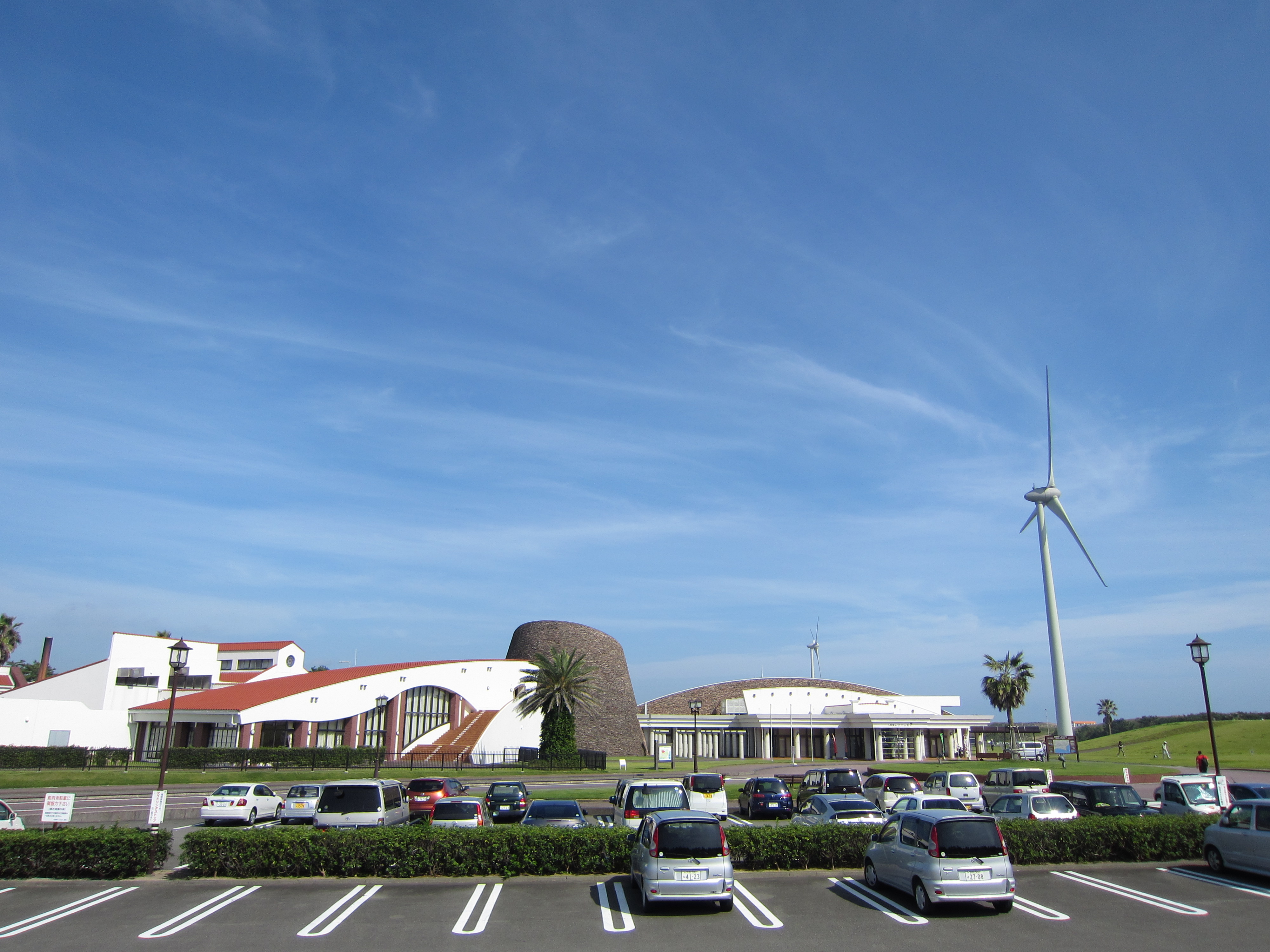
大東健康ふれあい館の後身にあたる掛川市健康ふれあい館（2011年9月9日撮影）

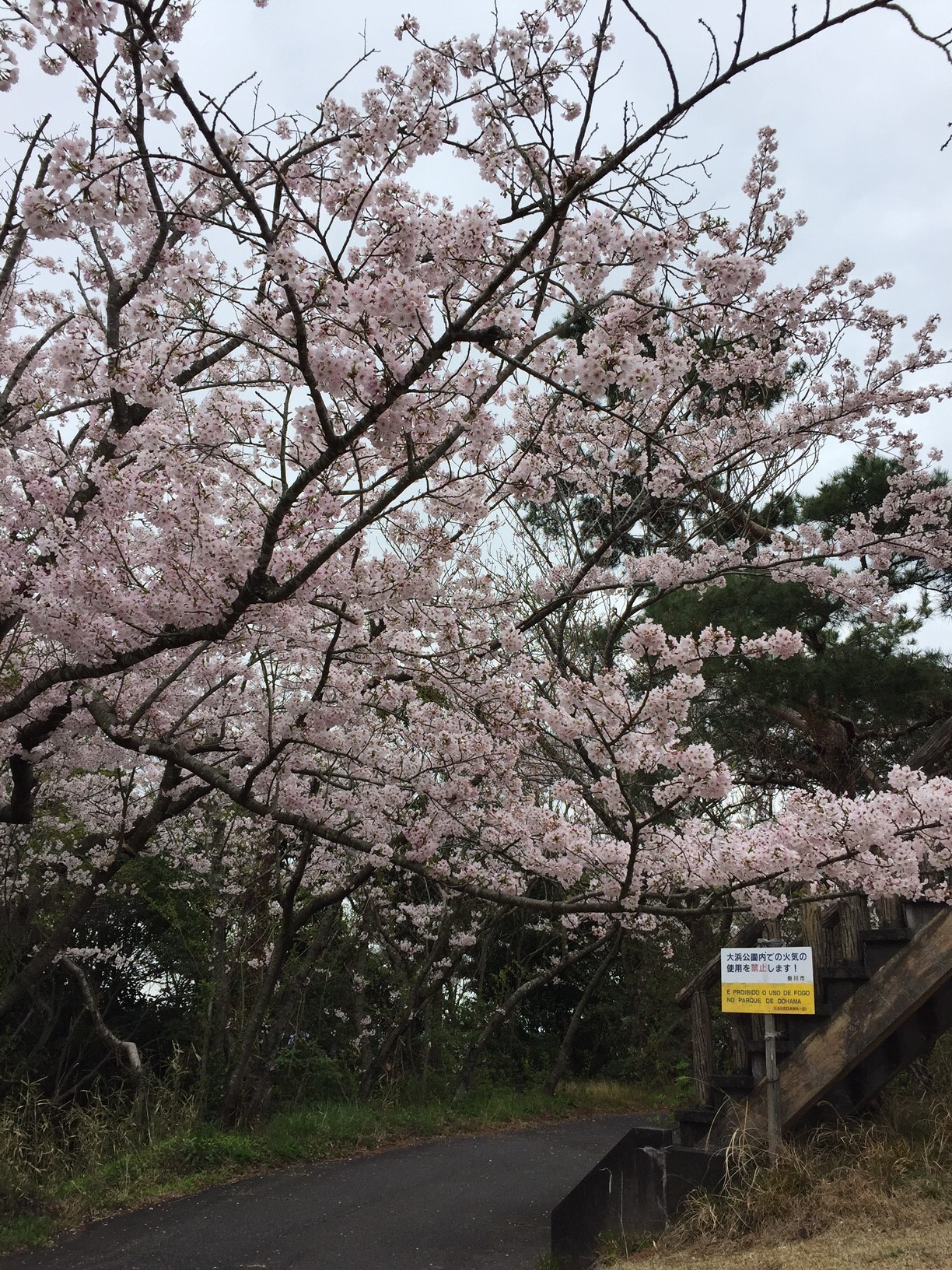
大浜公園（2017年4月上旬撮影）

著名な祭事としては、小笠神社の矢矧祭、高天神社の例大祭、八坂神社の祇園祭などが挙げられる。
1086年（旧暦応徳2年）に始まった八坂神社の祇園祭は、1984年（昭和59年）に「大東町八坂神社の祇園囃子と祭礼行事」として静岡県指定無形民俗文化財に指定されている。
- 能ヶ坂砦跡
- 火ヶ峰砦跡
- 小笠山砦跡
- 高天神城跡
- 中村砦跡
- 三井山砦跡
- 大浜公園
- 御前崎遠州灘県立自然公園
- 大東健康ふれあい館
- 大東町文化会館シオーネ
- 大東マリーナ
- ミオス菊川カントリークラブ
- 吉岡彌生記念館
- 小笠神社矢矧祭
- 高天神社例大祭
- 八坂神社祇園祭[23]

## 出身の人物

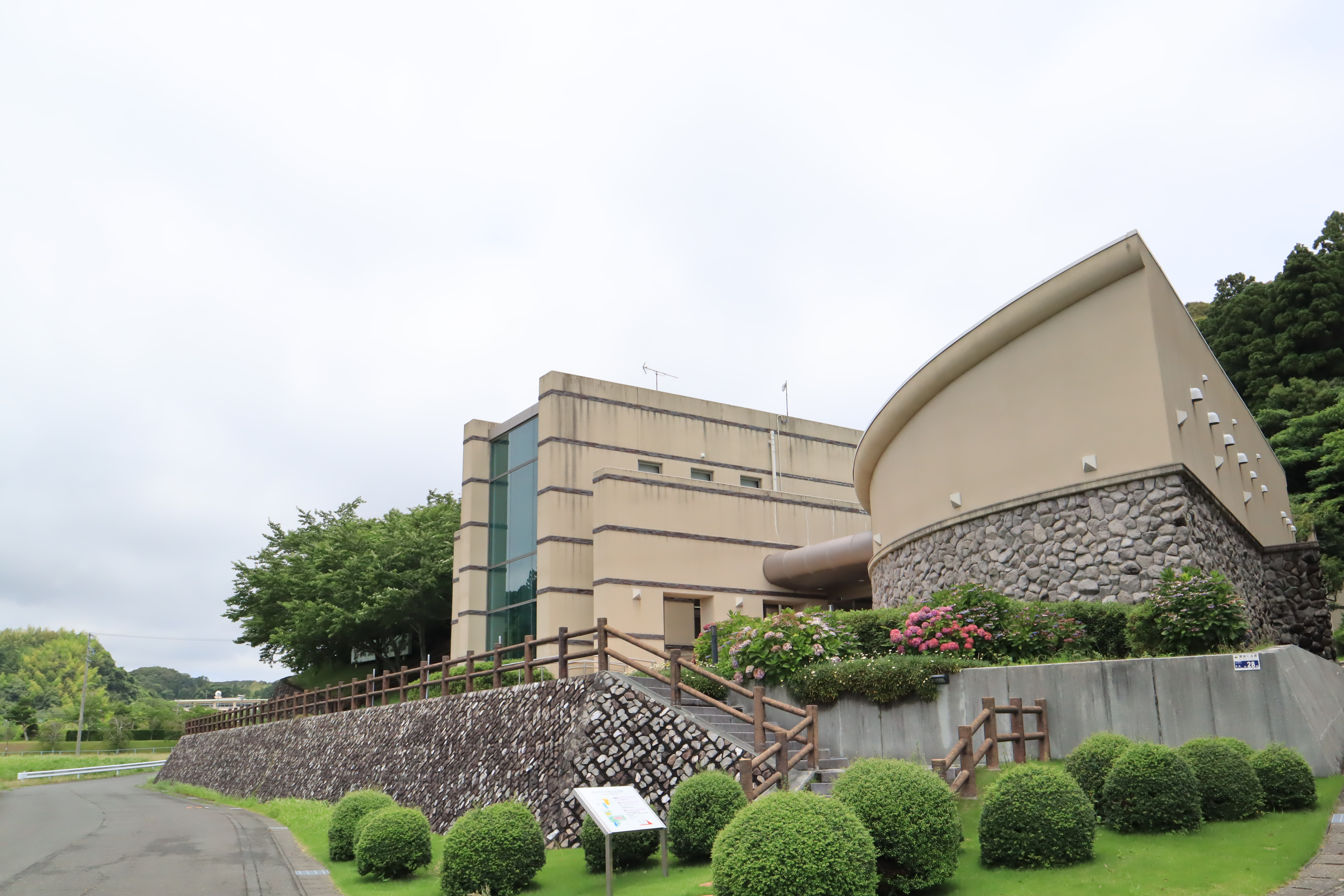
旧大東町に所在する吉岡彌生記念館（2018年6月下旬撮影）

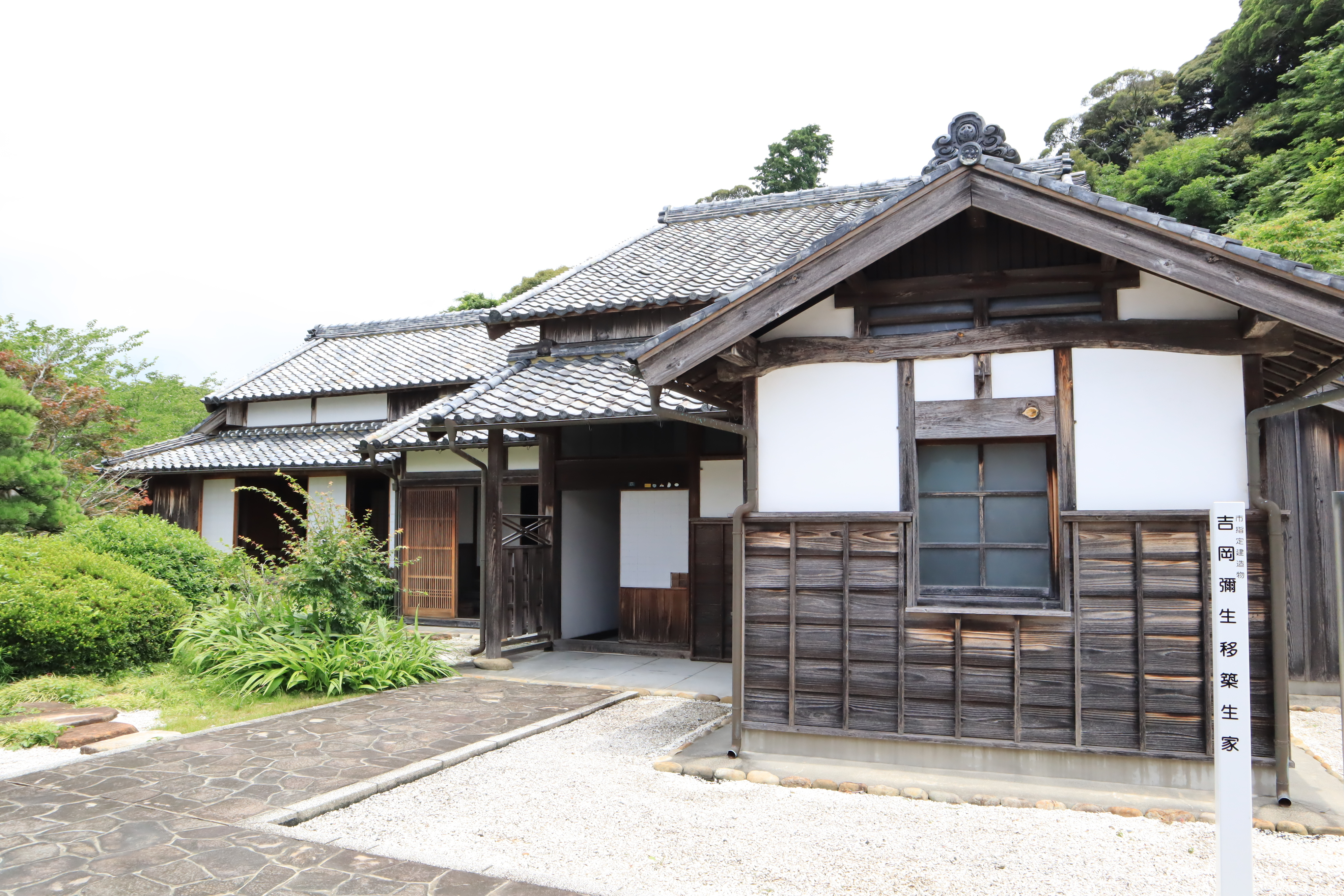
旧大東町に所在する吉岡彌生移築生家（2018年6月下旬撮影）

- 靑野卯吉（銀行家・政治家） - 土方村村長
- 赤堀四郎（化学者） - 大阪大学総長
- 石川嘉延（自治官僚・政治家） - 静岡県知事
- 鵜藤俊平（水泳選手） - ベルリンオリンピック銀メダリスト
- 大倉重信（政治家） - 大東町町長
- 大倉重作（政治家） - 大浜町町長、大東町町長
- 笠原鯥太郞（政治家） - 千浜村村長
- 加藤定吉（実業家・政治家） - 衆議院議員
- 菅沼五十一（詩人） - 浜松ユネスコ協会会長
- 杉浦佳子（自転車競技選手）[25][26][27][28] - VC福岡選手
- 鈴木登（内務官僚・政治家） - 青森県知事、長野県知事
- 鈴木博志（野球選手） - 中日ドラゴンズ選手、オリックス・バファローズ選手
- 高塚龜次郞（教育者・政治家） - 土方村村長
- 竹內薰兵（医師・医学者） - 竹内病院院長
- 角替九郞平（農家・政治家・銀行家） - 土方村村長
- 角替弘志（教育学者） - 常葉学園大学学長
- 角替利策（農芸化学者） - 絹業試験所技師
- 寺崎乙治郎（ジャーナリスト・政治家） - 静岡県会議長
- 原川孫九郞（政治家） - 佐束村村長
- 增田又右衞門（教育者） - 北浜高等女学校校長
- 松本亀次郎（言語学者・教育者） - 東亜高等予備学校教頭
- 山下宗一郎（実業家） - 山下工業研究所社長
- 吉岡彌生（医師・医学者） - 東京女子医科大学学頭
- 鷲山恭平（社会運動家・実業家・政治家） - 大日本報徳社副社長
- 鷲山恭彦（文学者・社会運動家） - 東京学芸大学学長

### 註釈
1. ↑  静岡県小笠郡大東町は、旧掛川市、大須賀町と合併し、2005年に新制掛川市が設置されたが、静岡県指定無形民俗文化財としての名称は「大東町八坂神社の祇園囃子と祭礼行事」のままであり改称されていない[24]。